# バレット・ヨシダ
バレット・ヨシダ（Baret Yoshida、1975年4月26日 - ）は、アメリカ合衆国ハワイ州セント・ミリラニ出身の男性柔術家、総合格闘家。日系アメリカ人3世。SD UNDISPUTED GYM所属。

## 来歴
2003年5月、アブダビコンバット66kg未満級に出場。決勝でレオナルド・ヴィエイラに判定負け、準優勝となった。
2003年11月30日、初参戦となったパンクラスで前田吉朗と対戦し、パウンドでKO負け。
2006年5月27日、ZST GT-F2（第2回フェザー級グラップリングトーナメント）に出場。1回戦で奥出雅之にチョークスリーパーで一本勝ち、準決勝でフーベンス・シャーレスに判定勝ち、決勝で勝村周一朗にチョークスリーパーで一本勝ちを収め優勝を果たした。
2007年5月、アブダビコンバット66kg未満級に出場。1回戦でエディ・サンチェス、2回戦で三島☆ド根性ノ助に勝利したものの、準決勝でハニ・ヤヒーラに敗退、3位決定戦では徹肌ィ郎（鈴木徹）に勝利、第3位となった。
2008年3月28日、4年半ぶりの総合格闘技ルールの試合となった修斗で日沖発と対戦し、マウントパンチでTKO負け。
2009年11月8日、世界ノーギ柔術選手権のアダルト黒帯ペナ級に出場し、優勝を果たした。

## 戦績

### 総合格闘技
| 総合格闘技 戦績 | 総合格闘技 戦績 | 総合格闘技 戦績 | 総合格闘技 戦績 | 総合格闘技 戦績 | 総合格闘技 戦績 | 総合格闘技 戦績 |
| --------------- | --------------- | --------------- | --------------- | --------------- | --------------- | --------------- |
| 13 試合         | (T)KO           | 一本            | 判定            | その他          | 引き分け        | 無効試合        |
| 6 勝            | 0               | 5               | 1               | 0               | 1               | 0               |
| 6 敗            | 4               | 0               | 2               | 0               | 1               | 0               |

| 勝敗 | 対戦相手               | 試合結果                      | 大会名                                  | 開催年月日     |
| ○    | ジェイミー・シャファー | 1R 1:52 チョークスリーパー    | Native Fighting Championship 5          | 2010年5月29日  |
| ×    | 日沖発                 | 1R 4:51 TKO（マウントパンチ） | 修斗 BACK TO OUR ROOTS 08               | 2008年3月28日  |
| ×    | 前田吉朗               | 1R 1:29 KO（パウンド）        | PANCRASE 2003 HYBRID TOUR               | 2003年11月30日 |
| ×    | ジェフ・カラン         | 2R 2:08 KO（右フック）        | UCC Hawaii: Eruption in Hawaii          | 2002年9月17日  |
| ○    | ジェイソン・ブレス     | 1R 3:16 スリーパーホールド    | SuperBrawl 25                           | 2002年7月13日  |
| △    | 阿部裕幸               | 5分3R終了 判定1-1             | 修斗 TREASURE HUNT 05                   | 2002年3月15日  |
| ○    | ケイレブ・ミッチェル   | 1R 1:53 フロントチョーク      | Shogun 1 【Shogunフェザー級王座決定戦】 | 2001年12月15日 |
| ×    | 戸井田カツヤ           | 5分3R終了 判定0-2             | 修斗 SHOOTO TO THE TOP                  | 2001年7月6日   |
| ×    | 勝田哲夫               | 5分3R終了 判定0-3             | 修斗 SHOOTO TO THE TOP                  | 2001年1月19日  |
| ○    | 大河内衛               | 5分3R終了 判定2-0             | 修斗 R.E.A.D. 〜2000 SHOOTO〜           | 2000年9月15日  |
| ○    | 大石真丈               | 2R 1:48 スリーパーホールド    | 修斗 R.E.A.D. 〜2000 SHOOTO〜           | 2000年5月22日  |
| ×    | マモル                 | 3R 1:18 TKO（パンチ連打）     | SuperBrawl 15                           | 1999年12月7日  |
| ○    | ライアン・カブレラ     | 1R 1:50 スリーパーホールド    | SuperBrawl 14                           | 1999年11月5日  |

### グラップリング
| 勝敗 | 対戦相手               | 試合結果                          | 大会名                                                                                | 開催年月日     |
| △    | ジェフ・グローバー     | 20分終了 時間切れ                 | Metamoris 4                                                                           | 2014年8月9日   |
| ○    | 八隅孝平               | 1R 3:38 三角絞め                  | DEEP X 05                                                                             | 2010年2月6日   |
| ×    | 杉江"アマゾン"大輔     | 3R（4分/4分/2分）終了 ポイント1-8 | DEEP X 02                                                                             | 2007年12月2日  |
| ×    | アンドレ・ガウヴァオン |                                   | ADCC 2007 【無差別級 1回戦】                                                          | 2007年5月6日   |
| ○    | 徹肌ィ郎               |                                   | ADCC 2007 【66kg未満級 3位決定戦】                                                    | 2007年5月6日   |
| ×    | ハニ・ヤヒーラ         |                                   | ADCC 2007 【66kg未満級 準決勝】                                                       | 2007年5月6日   |
| ○    | 三島☆ド根性ノ助        |                                   | ADCC 2007 【66kg未満級 2回戦】                                                        | 2007年5月5日   |
| ○    | エディ・サンチェス     |                                   | ADCC 2007 【66kg未満級 1回戦】                                                        | 2007年5月5日   |
| ○    | 勝村周一朗             | 1R 2:52 チョークスリーパー        | ZST GT-F2 【決勝】                                                                    | 2006年5月27日  |
| ○    | フーベンス・シャーレス | 5分2R終了 判定3-0                 | ZST GT-F2 【準決勝】                                                                  | 2006年5月27日  |
| ○    | 奥出雅之               | 1R 1:54 チョークスリーパー        | ZST GT-F2 【1回戦】                                                                   | 2006年5月27日  |
| ×    | ジェフ・グローバー     | 7分終了 ポイント6-4               | Giグラップリング2005 【ペナ級トーナメント 決勝】                                      | 2005年10月16日 |
| ○    | 戸井田カツヤ           | 7分終了 ポイント4-0               | Giグラップリング2005 【ペナ級トーナメント 1回戦】                                     | 2005年10月16日 |
| ×    | 梅村寛                 | レフェリー判定                    | Ground Impact-NAGOYA Vol.2 LOCK THE ROCK                                              | 2004年6月6日   |
| ○    | 今成正和               | 3:43 TKO（チョークスリーパー）    | キングダム・エルガイツ "The Road to bankrupt or yoyogi 第10戦 〜ターニングポイント〜" | 2001年11月21日 |
| ○    | 山本"KID"徳郁          | 1R 0:26 TKO（タオル投入）         | The CONTENDERS "Millennium-1" 【ライト級トーナメント 決勝】                           | 2001年6月10日  |
| ○    | 戸井田カツヤ           | 5分2R終了 ポイント40-37           | The CONTENDERS "Millennium-1" 【ライト級トーナメント 準決勝】                         | 2001年6月10日  |
| ○    | 五木田勝               | 1R 1:26 三角絞め                  | The CONTENDERS "Millennium-1" 【ライト級トーナメント 1回戦】                          | 2001年6月10日  |

### キックボクシング
| 勝敗 | 対戦相手 | 試合結果       | 大会名                                               | 開催年月日    |
| ○    | キクチ   | 3R終了 判定2-1 | はまっこムエタイジム「Muay Thai Wave from YOKOHAMA」 | 2001年3月18日 |

## 獲得タイトル
- 第4回 アブダビコンバット 66kg未満級 準優勝（2001年）
- Shogunフェザー級王座（2001年）
- 第5回 アブダビコンバット 66kg未満級 準優勝（2003年）
- 第7回 アブダビコンバット 66kg未満級 3位（2007年）
- The CONTENDERS "Millennium-1" ライト級トーナメント 優勝（2001年）
- ZST GT-F2 優勝（2006年）